# 沙漠鳄属
沙漠鱷（學名：Shamosuchus）意為「沙漠鱷魚」，是種已滅絕新鱷類，生存於白堊紀晚期的蒙古戈壁沙漠，約8500萬到7400萬年前。沙漠鱷的牙齒可以壓碎雙殼類、腹足類、以及其他具有外殼或外骨骼的小型動物。
沙漠鱷的研究多來自其模式標本，包含一個狀態良好的頭骨。沙漠鱷的眼睛與鼻孔位置與現代鱷魚不同，牠們可能無法完全浸在水面下呼吸，因此不會以伏擊方式獵食岸邊動物，可能是以水生無脊椎動物為食。

## 下属物种
本属包括以下物种：
- 始祖沙漠鳄 Shamosuchus ancestralis Konzhukova, 1954
- 北方沙漠鱷 Shamosuchus borealis (Efimov, 1975)
- 德加多克塔沙漠鳄 Shamosuchus djadochtaensis Mook, 1924
- 平额沙漠鳄 Shamosuchus gradilifrons (Konzhukova, 1954)
- 卡拉卡爾帕克沙漠鱷 Shamosuchus karakalpakensis Nesov et al., 1989
- 大沙漠鱷 Shamosuchus major (Efimov, 1981)
- 西方沙漠鱷 Shamosuchus occidentalis Efimov, 1982
- 松花江沙漠鳄 Shamosuchus sungaricus
- 特氏沙漠鳄 Shamosuchus tersus Efimov, 1983
- 乌兰沙漠鳄 Shamosuchus ulanicus Efimov, 1983
- 乌勒盖沙漠鳄 Shamosuchus ulgicus (Efimov, 1981)

## 外部連結
- 岡瓦那工作室 - 沙漠鱷的簡介 （页面存档备份，存于）
- 白堊紀的爬行類與兩棲類
- 副短吻鱷科的系統分類
- 數種鱷魚與近親的簡介
- 白堊紀末滅絕事件對鱷魚的影響 （页面存档备份，存于）